# Alex Schneiter
Pour les articles homonymes, voir Schneiter.
Alex Schneiter (né en 1962) est un homme d’affaires suisse, président directeur général de Lundin Energy.

## Carrière
Alex Schneiter est diplômé de l’université de Genève où il a obtenu un diplôme en géologie et un master en géophysique. De 1987 jusqu’à 1989, Alex Schneiter a travaillé dans la recherche et l’exploitation minière en tant que géophysicien avant de rejoindre en 1990, une entreprise pétrolière canadienne publique comme géophysicien, interprète sismique et contrôle qualité des acquisitions de données sismiques. 
Alex Schneiter a travaillé avec des sociétés publiques qui ont fait ou font partie du groupe Lundin depuis 1993. En 1998, il a été nommé vice-président exploration de Lundin Oil. En 2001, l’acquisition de Lundin Oil par Talisman Energy a mené à la création de la société Lundin Petroleum, et à la nomination d’Alex en qualité de vice-président exécutif et chef des opérations. En 2015, il prend les fonctions de président directeur général.

## Vie personnelle
Alex Schneiter est double champion M2 et détient le Bol de vermeil, ayant remporté le Bol d’Or à trois reprises en monocoque et le record de monocoque Ruban violet de Genève au Bouveret et retour. Alex est le team manager de Team Tilt, il est aussi marin dans les catamarans classe A. 
Il a créé le Team Tilt en 2002, une équipe de voile qui offre une structure et un soutien aux jeunes marins suisses,. L'équipe a remporté le Bol d'Or Mirabaud et le championnat D35 sur le lac Léman en 2015, et a terminé deuxième du GC32 Racing Tour en 2016. Elle représente la Suisse en dériveur 49er aux JO de Rio en 2016, où elle termine 13e. Champion du monde de GC32 en 2018 et vice-champion du monde en 2019, Team Tilt représente la Suisse lors des deux éditions de la Red Bull Youth America’s Cup en 2013 (4e) et en 2017 (3e). 
L'équipe vise les Jeux olympiques de Tokyo 2020 dans la catégorie 49er,. Lors des Mondiaux d’Aarhus en 2018, l'équipe obtient sa qualification pour représenter la Suisse aux JO de Tokyo 2020 en 49er 8.
En 2023, Alex Schneiter est listé parmi les 300 personnes les plus riches de Suisse, avec une fortune estimée entre 200 et 300 millions de francs suisses.

## Affaires judiciaires
Depuis 2018, il est poursuivi par la justice suédoise pour des crimes contre l'humanité commis au Soudan, à savoir le financement de milices par sa société,,. Ce procès est jugé être le plus grand de l'histoire de la Suède.